# ドレイン接地回路

n型チャネル接合型FETによるドレイン共通回路の概略図

ドレイン接地回路またはドレイン共通回路（英: Common Drain）は、電界効果トランジスタ (FET) を使った基本的な増幅回路の回路構成の1つ。ソースフォロワ回路（英: Source Follower）、電圧フォロワ回路（英: Voltage Follower）とも。一般に電圧バッファに使われる。この回路では、ゲート端子が入力、ソース端子が出力、ドレインが両者共通となっている（そのため、このような名称になっている。ただしドレインが接地されているとは限らない）。バイポーラトランジスタで構成した同等の回路をコレクタ接地回路と呼ぶ。
また、この回路はインピーダンスの変換にも使われる。例えば、高いテブナン抵抗を持つ電圧源に駆動された電圧フォロワの組合せのテブナン抵抗は、電圧フォロワの出力抵抗という小さい抵抗に縮小される。このような組合せによる抵抗の縮小により、より理想的な電圧源となる。逆に電圧フォロワを小さな負荷抵抗と駆動段の間に挿入すると、駆動段から見て無限の負荷抵抗となり、電圧信号と小さい負荷抵抗を結合することができる。

## 特性
低周波数では、ソースフォロワ回路（図1）は以下のような微小信号特性を有する。（縦棒2本は部品の並列接続を意味する）
電圧利得:
{\displaystyle {A_{\mathrm {v} }}={v_{\mathrm {out} } \over v_{\mathrm {in} }}={g_{m}R_{\mathrm {S} } \over g_{m}R_{\mathrm {S} }+1}\approx 1\quad (g_{m}R_{\mathrm {S} }\gg 1)}
電流利得:
{\displaystyle {A_{\mathrm {i} }}=\infty \,}
入力インピーダンス:
{\displaystyle r_{\mathrm {in} }=\infty \,}
出力インピーダンス:
{\displaystyle r_{\mathrm {out} }=R_{\mathrm {S} }\|{1 \over g_{m}}\approx {1 \over g_{m}}\quad (g_{m}R_{S}\gg 1)}
図に記載されていない変数の意味は次の通りである。
- gm は相互コンダクタンスであり、単位はジーメンス